# Daisuke Sakai
Daisuke Sakai (坂井 大将, Sakai Daisuke, Nagasaki, 18 januari 1997) is een Japans voetballer die als middenvelder speelt.

## Clubcarrière
Sakai begon zijn carrière in 2014 bij Oita Trinita. Sakai speelde tussen 2017 en 2019 voor AFC Tubize, Albirex Niigata en Thespakusatsu Gunma.

## Interlandcarrière
Sakai speelde met het nationale elftal voor spelers onder de 20 jaar op het WK –20 van 2017 in Zuid-Korea.